# Grootprior
Een prior is een kerkelijk gezagsdrager. Men vindt priores en prioressen in de kloosterorden maar in de ridderlijke orden als de Orde van Malta komen grootpriores voor.

## Binnen de Orde van Malta
Een dergelijke grootprior is een Ridder van Obediëntie die de lagere geloften heeft afgelegd en een provincie of Langue van de orde bestuurt. Grootpriors worden alleen in de grotere provincies aangesteld. De orde stelt als eis dat de afdeling niet alleen een groot aantal ridders moet kennen, zij moet ook voldoende religieuzen, Ridders en Dames van Obediëntie in haar gelederen tellen om te voorkomen dat het geestelijk leven van de Langue op het tweede plan komt te staan.
De grootpriores staan aan het hoofd van de drie Italiaanse grootprioraten van Rome, Lombardije en Venetië en Napels en Sicilië. Er zijn ook grootpriores in Bohemen, Oostenrijk en Engeland. In Duitsland, Ierland en Spanje besturen sub-priores de orde. Daarnaast zijn er 41 Nationale Associaties waaronder die van België en Nederland.
Soeverein ·
Grootmeester ·
Kanselier ·
Kapittel ·
Grootprior ·
Baljuw ·
Heraut ·
Wapenkoning ·
Ordeketen ·
Bijzondere Klasse ·
Grootkruis ·
Grootlint ·
Grootofficier ·
Commandeur ·
Officier ·
Ridder Grootkruis van Eer en Devotie ·
Rechtsridder ·
Ridder van Obediëntie ·
Ridder van Eer en Devotie ·
Ridder van Gratie en Devotie ·
Ridder van Magistrale Gratie ·
Eredame ·
Dame ·
Ridder ·
Lid ·
Expectant ·  
Medaille